# North Brookfield (Massachusetts)
North Brookfield – miasto w Stanach Zjednoczonych, w stanie Massachusetts, w hrabstwie Worcester.